# وایت راک، شهرستان واشینگتن، آرکانزاس
وایت راک (به انگلیسی: White Rock) یک منطقهٔ مسکونی در ایالات متحده آمریکا است که در شهرستان واشینگتن، آرکانزاس واقع شده‌است. وایت راک ۳۸۱٫۰ متر بالاتر از سطح دریا قرار دارد.